# Kurt Schwille
Kurt Schwille (* 20. August 1915; † unbekannt) war ein deutscher Fußballspieler.
Seit seiner Jugend spielte der Mittelfeldspieler für den SSV Reutlingen 05. Mit dem SSV spielte Kurt Schwille nach dem Zweiten Weltkrieg zunächst in der Oberliga Südwest. Die Oberligaspielzeit 1949/50 beendete Kurt Schwille mit den Reutlingern in der Gruppe Süd der Oberliga Südwest mit der Staffelmeisterschaft und der anschließenden südwestdeutschen Vizemeisterschaft nach einer Niederlage im Finale der südwestdeutschen Meisterschaftsendrunde gegen den 1. FC Kaiserslautern. Schwille war für den SSV in der Endrunde um die Deutsche Meisterschaft 1950 bei der 0:1-Niederlage in der Verlängerung im Achtelfinalspiel gegen Preußen Dellbrück über die volle Spieldistanz im Einsatz. Nach einem Verbandswechsel des SSV Reutlingen spielte Kurt Schwille mit seiner Mannschaft in der Saison 1950/51 in der Oberliga Süd. Am Ende dieser Saison stieg er mit den Reutlingern in die II. Division ab.